# Димитриос Калавакидис
Димитриос Калавакидис (на гръцки: Δημήτριος Καλαμβακίδης) е гръцки просветен деец и писател от XIX век, видна интелектуална фигура от Източна Македония.

## Биография
Димитриос Калавакидис е роден в Мелник. Учи във Виена и дълги години преподава в Мелник, където в годините 1839 - 1846 година притежава частна печатница - една от първите в Македония, в която печата свои и чужди книги. В 1830 година Калавакидис е директор на гръцкото училище в Мелник. В 1841 година Калавакидис става главен учител в Алистрат и секретар на митрополит Неофит Драмски, чието седалище е в Алистрат. През 1850 - 1857 и 1872 година е секретар на Мелнишката гръцка община. Поддържа кореспонденция с Неофит Рилски, с когото е личен приятел. Отпечатаните му в Мелник книги са: „Характер на благонравния човек или Благонравие“ (1838), „Книжка, съдържаща разговори и редки думи на прост гръцки и турски език“ (1839), „Учебник, който съдържа мнения, истории, анекдоти, басни, писма“ (1839), „Нова пчелица. Част първа за месец януари“ (1843), „Нова пчелица. Част втора за месец февруари“ (1843)
Калавакидис се отличава с добър стил Той е отличен познавач на староогръцкия език и стилът му, подобно на всички учители от епохата, е силно църковен.